# Шателодран-Плуага
Шателодран-Плуага (фр. Châtelaudren-Plouagat) — муніципалітет у Франції, у регіоні Бретань, департамент Кот-д'Армор. Шателодран-Плуага утворено 1 січня 2019 року шляхом злиття муніципалітетів Шателодран i Плуага. Адміністративним центром муніципалітету є Плуага. Населення — 3961 особа (01.01.2021).